# محمد الحاج قاسم
محمد عبد الغني أحمد الحاج قاسم (28 نوفمبر 1952) مستشار وقانوني وبروفيسور ورجل دولة فلسطيني، وُلد في مدينة طولكرم الفلسطينية، شغل منصب رئيس المحكمة الدستورية العليا الفلسطينية مُنذ عام 2016 وحتى عام 2023 حيث كان أول رئيس لها وهي أعلى سلطة في دولة فلسطين.

## نشأته وتحصيله العلمي
وُلد محمد عبد الغني أحمد الحاج قاسم في مدينة طولكرم بالضفة الغربية بتاريخ 28 نوفمبر 1952، تلقى تعليمه الابتدائي والإعدادي والثانوي في مدارس مدينته طولكرم، وأنهى الثانوية العامة عام 1971 في المدرسة الفاضلية التاريخية بمدينة طولكرم.
حصل عام 1976 على درجة البكالوريوس في الحقوق من جامعة محمد الخامس في مدينة الرباط المغربية، وحصل من ذات الجامعة على الدبلوم العالي في القانون الدستوري وعلم السياسة عام 1978، وعلى الدبلوم العالي في القانون الدولي والعلاقات الدولية عام 1979، وحصل على درجة الماجستير عام 1982 بأطروحته بعنوان "المسألة الفلسطينية ومشروع الحكم الذاتي (77-79)"، وفي عام 1992 نال درجة الدكتوراه الدولية في القانون الدستوري والعلوم السياسية من جامعة الحسن الثاني في الدار البيضاء بالمغرب.

## حياته العملية
بدأ محمد الحاج قاسم حياته في التدريس الجامعي منذ ديسمبر 1978، واستمر بذلك حتى تكليفه برئاسة للمحكمة الدستورية العليا الفلسطينية في 1 أبريل 2016.
في 31 مارس 2016، أصدر الرئيس الفلسطيني محمود عباس مرسومًا رئاسيًا يقضي بتشكيل المحكمة الدستورية العليا الفلسطينية، وكلف الرئيس الفلسطيني محمود عباس محمد الحاج قاسم بمنصب رئيس المحكمة، وهو بذلك يعد أول رئيس للمحكمة.
يذكر بأن المحكمة الدستورية العليا الفلسطينية تعتبر أعلى سلطة في دولة فلسطين، كما أن قررات المحكمة الدستورية نافذة بشكل مباشر، وهي السلطة الأرفع على الإطلاق في مواجهة سلطات الدولة الثلاث (التنفيذية والنشريعية والقضائية).
في ديسمبر 2018، قرر رئيس المحكمة الدستورية العليا محمد الحاج قاسم حل المجلس التشريعي الفلسطيني الثاني، مع الدعوة إلى إجراء انتخابات برلمانية.
في 10 مايو 2023، صدر قرار رئاسي بإحالته إلى التقاعد اعتبارًا من 31 مايو 2023.

## مؤلفاته وأعماله
له مجموعة من الكتب، أهمها:
- حقوق الإنسان والحريات العامة، عام 1993.
- النظرية العامة للقانون الدستوري والمؤسسات السياسية (المفاهيم الاسياسية والنظم السياسية).
- قضايا سياسية كبرى معاصرة، عام 2000، و يُدرَّس لكافة طلبة الحقوق في جامعة الحسن الثاني بالمغرب.

كما أصدر الحاج قاسم العديد من الدراسات الدستورية في القانون البرلماني والقضاء الدستوري، وقام بتأطير وإشراف ومناقشة عدد كبير من أطروحات الدكتوراه ورسائل دبلوم الدراسات العليا ورسائل الماجستير في كليات الحقوق في المغرب، إضافة لمشاركاته في الكثير من الندوات والمؤتمرات.
كما عمل الحاج قاسم كعضواً دائمًا في لجنة مقابلات طلبة الماجستير في القانون الدستوري وعلم السياسة، وعضواً في لجنة التأهيل الجامعي لمجموعة من الأساتذة الجامعيين في عدة كليات في المغرب، وكذلك تقييم الترقيات لأساتذة جامعيين من أستاذ مساعد إلى مشارك أو مشارك إلى أستاذ.

## وصلات خارجية
- على يوتيوب: لقاء تلفزيون الفجر مع رئيس المحكمة الدستورية العليا الفلسطينية محمد الحاج قاسم، 7 أبريل 2016.